# Dreilicht-Spitzensignal

Dreilicht-Spitzensignal

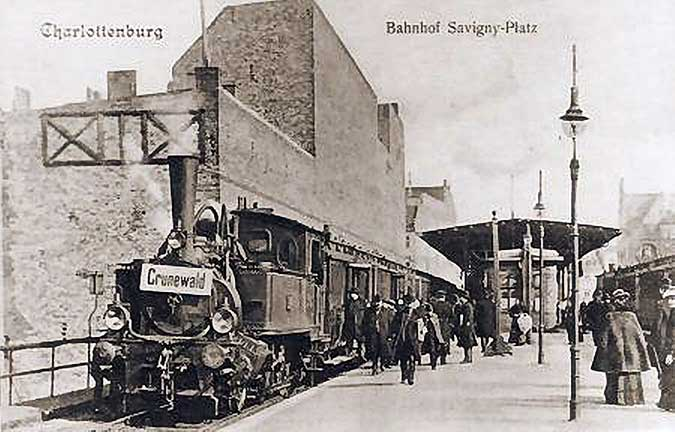
Frühe Verwendung auf der Berliner Stadtbahn um 1900, hier an einer Lokomotive der Gattung T 2

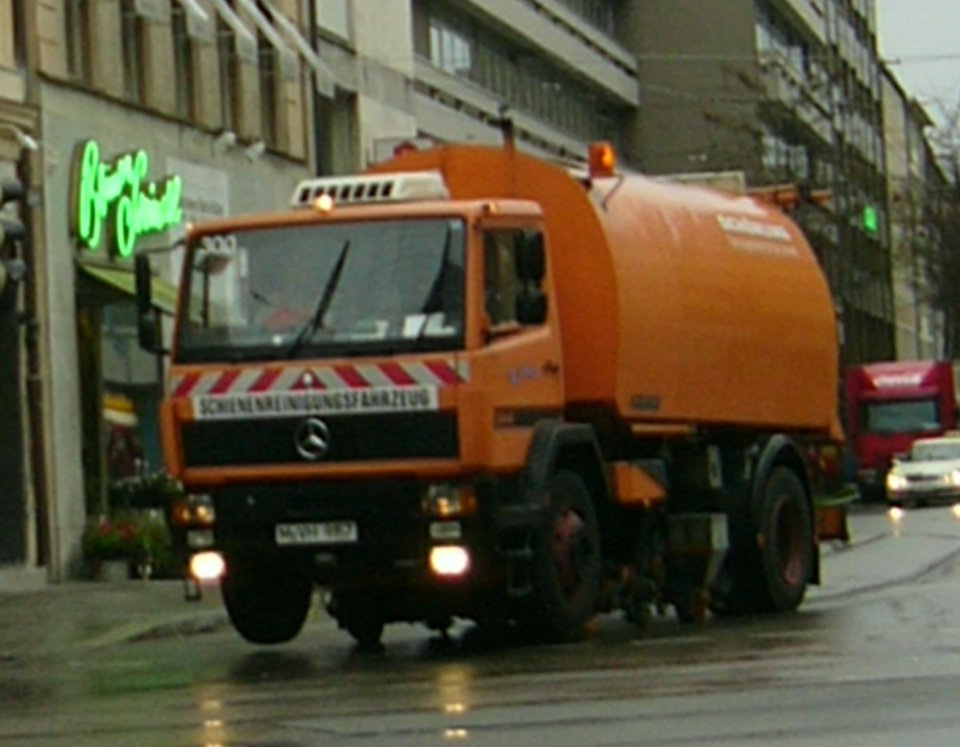
Auch Zweiwegefahrzeuge führen im Schienenbetrieb das Dreilicht-Spitzensignal

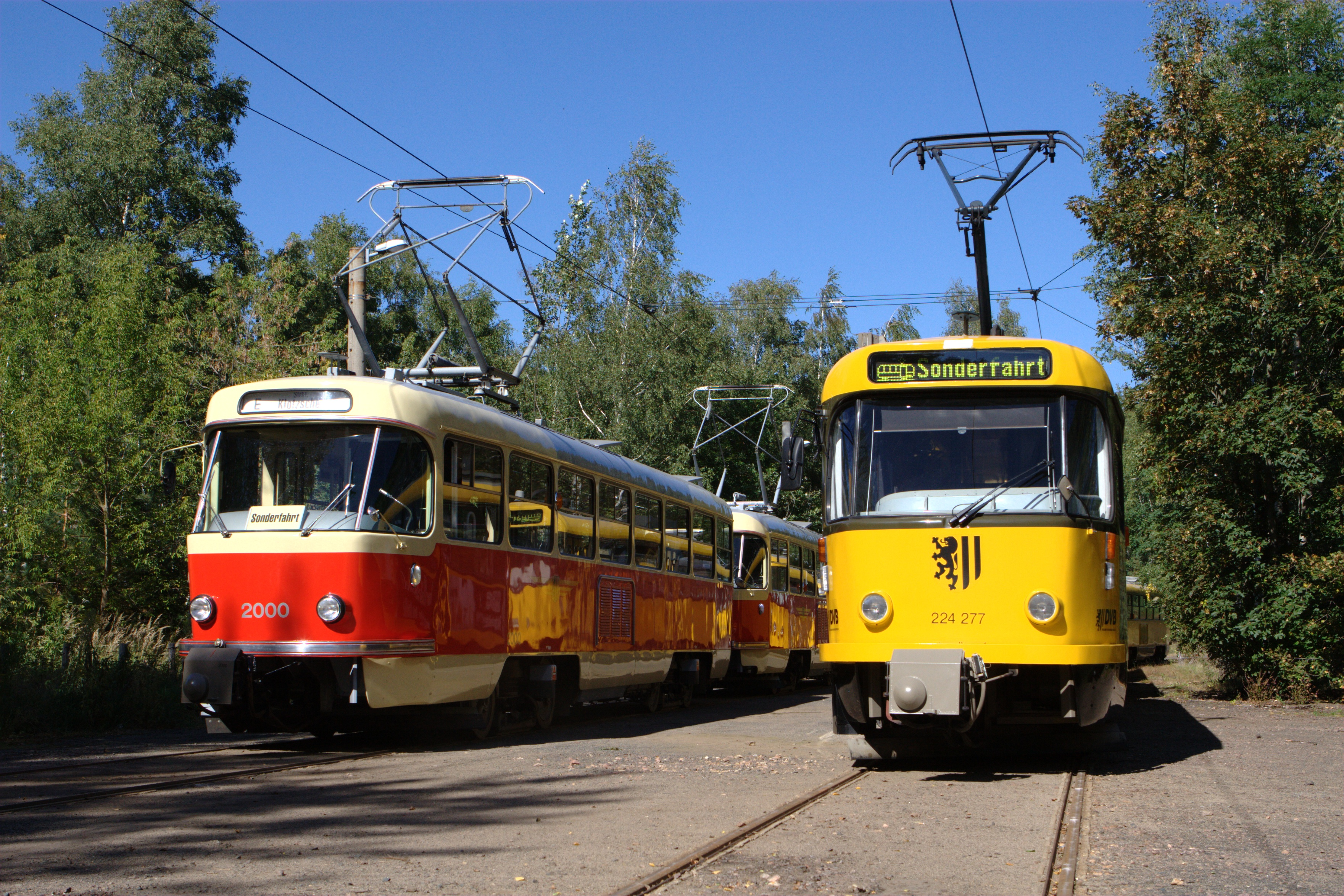
Mit der Umrüstung auf digitale Zielanzeigen wurden meist dritte Spitzenlichter nachgerüstet (rechts)

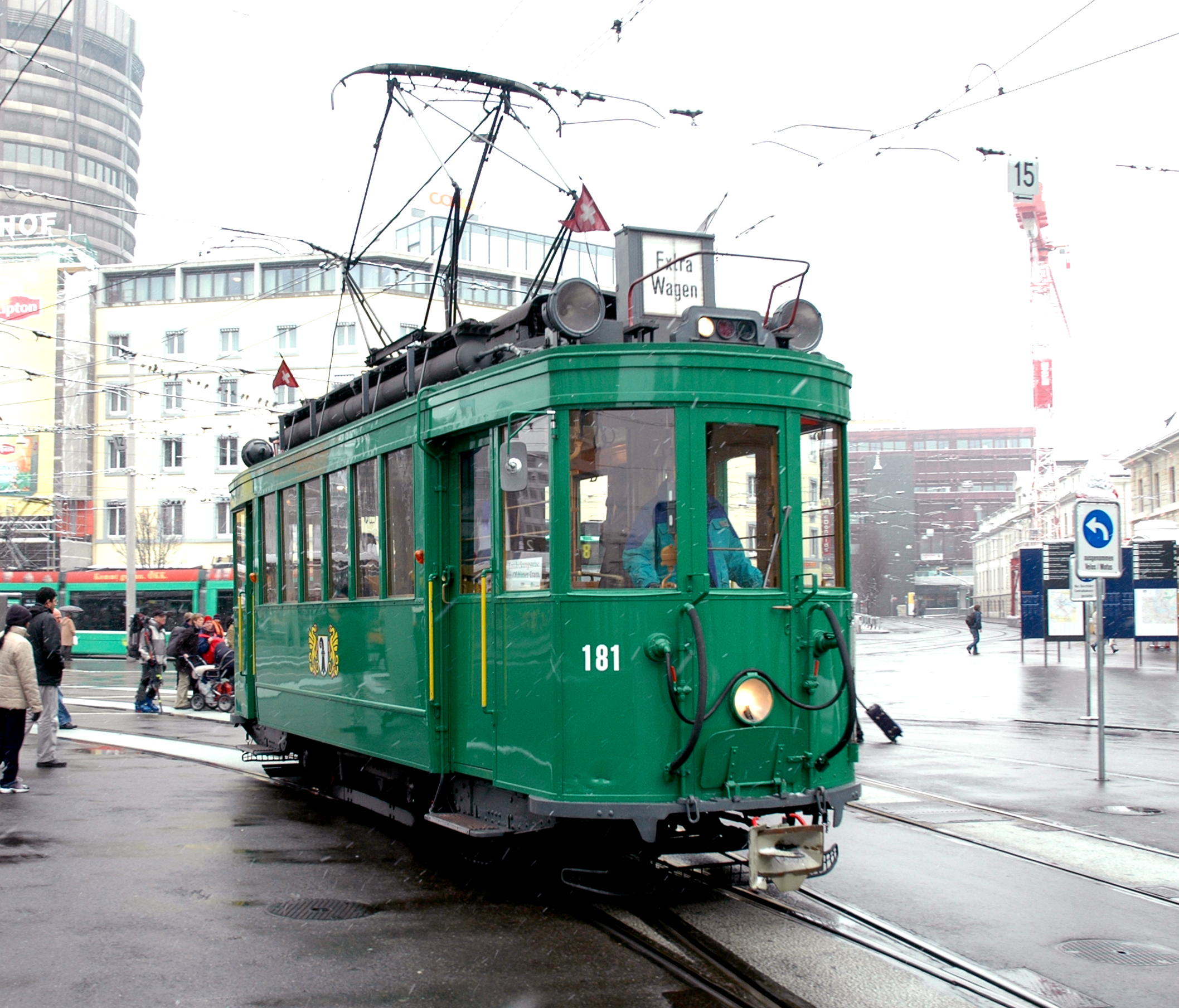
V-förmiges Dreilicht-Spitzensignal bei einem Basler Tramwagen

Das Dreilicht-Spitzensignal ist ein Eisenbahnsignal für führende Triebfahrzeuge und Steuerwagen in fast ganz Europa. Es kennzeichnet die Spitze eines Zuges. Analog zu diesem Zugspitzensignal gibt es auch ein Zugschlusssignal. In Deutschland ist auf dem Netz der Deutschen Bahn das Spitzenlicht laut Richtlinie am Tage sowie bei Dunkelheit an Zügen zu führen. Rangierlokomotiven können in Deutschland beim Rangieren ein weißes Signallicht vorn und hinten in Pufferhöhe führen, das Signal Fz 1. Wenn dabei jedoch Bahnübergänge ohne technische Sicherung befahren werden, muss ebenfalls das Dreilicht-Spitzensignal geführt werden.

## Geschichte
Vor der allgemeinen Einführung des Dreilicht-Spitzensignals war es in Deutschland üblich, dass sich an der Zugspitze zwei weiße Lichter befanden. Besonders früh mit einem Dreilicht-Spitzensignal ausgestattet waren die 1882 eröffnete Berliner Dampfstadtbahn und die 1898 eröffnete Wiener Dampfstadtbahn. Eine dritte Signalstütze an Triebfahrzeugen oben in Fahrzeugmitte gab es allerdings schon sehr früh, beispielsweise für das Falschfahr- oder Sonderzugsignal. Im Signalbuch der Deutschen Reichsbahn von 1935 ist das Dreilichtspitzensignal als allerdings nur selten geführtes Signal Zg 7, Gegenzugsignal (Ein Sonderzug kommt aus entgegengesetzter Richtung) enthalten, mit dem Bahn- und Schrankenwärter informiert wurden.
Nach einer Test- und Übergangsphase in der zweiten Hälfte der 1950er Jahre, in der das Dreilicht-Spitzensignal zunächst auf Nebenstrecken mit Bahnübergängen, die nicht technisch gesichert waren, streckenweise eingeführt worden war, wurde es zum 1. September 1957 im Bereich der gesamten Deutschen Bundesbahn flächendeckend verbindlich. Ausschlaggebend für die generelle Einführung des Dreilichtspitzensignals an Schienenfahrzeugen war die Zunahme des Straßenverkehrs mit Kraftfahrzeugen. Insbesondere auf Nebenstrecken, die neben Landstraßen geführt waren, konnten Verwechslungen, durch die Kraftfahrzeuge in das Gleis gerieten, zu schweren Unfällen führen.
Näheres zur Bauart der Signallampen siehe unter Lokomotivlampe.

## Internationale Vorschriften
Heute sind die elektrischen Signallichter von Schienenfahrzeugen im UIC-Kodex 534 (Signale und Signalstützen der Lokomotiven, Triebwagen und Triebzüge) geregelt. An beiden Stirnwänden müssen je zwei elektrische Signallichter auf gleicher Höhe zwischen 1,5 und 1,7 m über Schienenoberkante angebracht werden (für die Norges Statsbaner auch höher); der horizontale Abstand soll nicht weniger als 1,3 m betragen.
Bei der DB AG, DSB, MÁV, NS, ÖBB und SBB ist zusätzlich ein drittes Signallicht in der Mitte oben erforderlich (Höhe nicht festgelegt).
Die Lichtstärke bei weißem Licht muss in der Achse bei den unteren Signallichtern zwischen 300 und 700 Candela betragen (abblendbar auf 100 cd), beim oberen Signallicht 150 bis 350 cd (abblendbar auf 50 cd); die Lichter müssen so gebündelt sein, dass die Lichtstärke in einem Winkel von 45° (horizontal) 20 bis 40 cd beträgt. Die Bahnen können die Spitzenlichter als Scheinwerfer mit einer Lichtstärke von 12.000 bis 16.000 cd aufblendbar gestalten, bei Hochgeschwindigkeitsverkehr von mehr als 250 km/h muss die Lichtstärke der unteren Scheinwerfer auf 40.000 bis 70.000 cd erhöht werden können.

## Deutschland
Die Deutsche Bundesbahn führte das Dreilicht-Spitzensignal ab 1956 zunächst auf einzelnen Strecken ein. Verpflichtend und flächendeckend eingeführt wurde es zum 1. September 1957 mit Inkrafttreten der Spitzensignalverordnung vom 26. Juli 1957 (BGBl. II S. 1268). Dabei war eine Übergangszeit von zwei Jahren für Bahnstrecken mit technisch nicht gesicherten Bahnübergängen bzw. vier Jahren für Strecken mit technisch gesicherten Bahnübergängen und Strecken ohne Bahnübergänge vorgesehen. Während dieser Übergangszeit durften auf einer solchen Strecke wahlweise ausschließlich die alten oder ausschließlich die neuen Signale verwendet werden.
In Deutschland wurde das Dreilicht-Spitzensignal in seiner heutigen Bedeutung zuerst im Signalbuch von 1958 (Deutsche Reichsbahn) beziehungsweise 1959 (Deutsche Bundesbahn) erwähnt, die allgemeine Einführung erstreckte sich über einen längeren Zeitraum. Das Signalbuch der Deutschen Reichsbahn in der Ausgabe von 1958 legte fest, dass das seinerzeit mit Zg 1a bezeichnete Signal nur auf Strecken mit Wegübergängen ohne technische Sicherung auf Anordnung der Reichsbahndirektion zu führen war.
Das Dreilicht-Spitzensignal ist das Nachtzeichen des Signal Zg 1, das Züge am führenden Fahrzeug führen müssen. Bis 2006 war es am Tag auch möglich, unter bestimmten Bedingungen (z. B. keine Tunnel) ohne Spitzensignal zu fahren. Das Signal unterliegt der Eisenbahn-Signalordnung (ESO) und als Ausführungsbestimmungen dem Signalbuch, vorgeschrieben durch § 14 EBO.
Der Abschnitt XII. der ESO „Signale an Zügen (Zg)“ bezeichnet das „Signal Zg 1 – Spitzensignal“ als „Kennzeichnung der Zugspitze“ und legt zunächst fest, dass als Tageszeichen kein besonderes Signal gegeben wird. Für das Nachtzeichen werden zwei Fälle unterschieden:
- Wenn das erste Fahrzeug ein Triebfahrzeug oder Steuerwagen ist, zeigt es vorn drei weiße Lichter in Form eines A (Dreilicht-Spitzensignal),
- andernfalls zeigt es zwei weiße Lichter in gleicher Höhe.

Mit den Nachtzeichen soll ein herannahender Zug bei Dunkelheit erkannt und eindeutig von Straßenfahrzeugen unterschieden werden können. Die Nachtzeichen sind auch bei Tage zu führen. Ursprünglich war nur das Erkennen der Züge von Bedeutung. Bei der DB wurde beginnend mit der Baureihe 120 (1979) auch ein abblendbares Fernlicht vorgesehen, das das Sichtfeld des Triebfahrzeugführers wahlweise heller ausleuchtete.
In Straßenbahn- und Stadtbahnnetzen, die nach der BOStrab betrieben werden, wird ebenfalls ein Dreilicht-Spitzensignal vorgeschrieben, wobei hier allerdings das dritte Licht des Spitzensignals die Linienbezeichnung oder das Zugziel enthalten kann. Praktisch dauerte es mehrere Jahrzehnte, bis Straßenbahntriebwagen generell mit zwei Signalleuchten ausgerüstet waren.

## Österreich

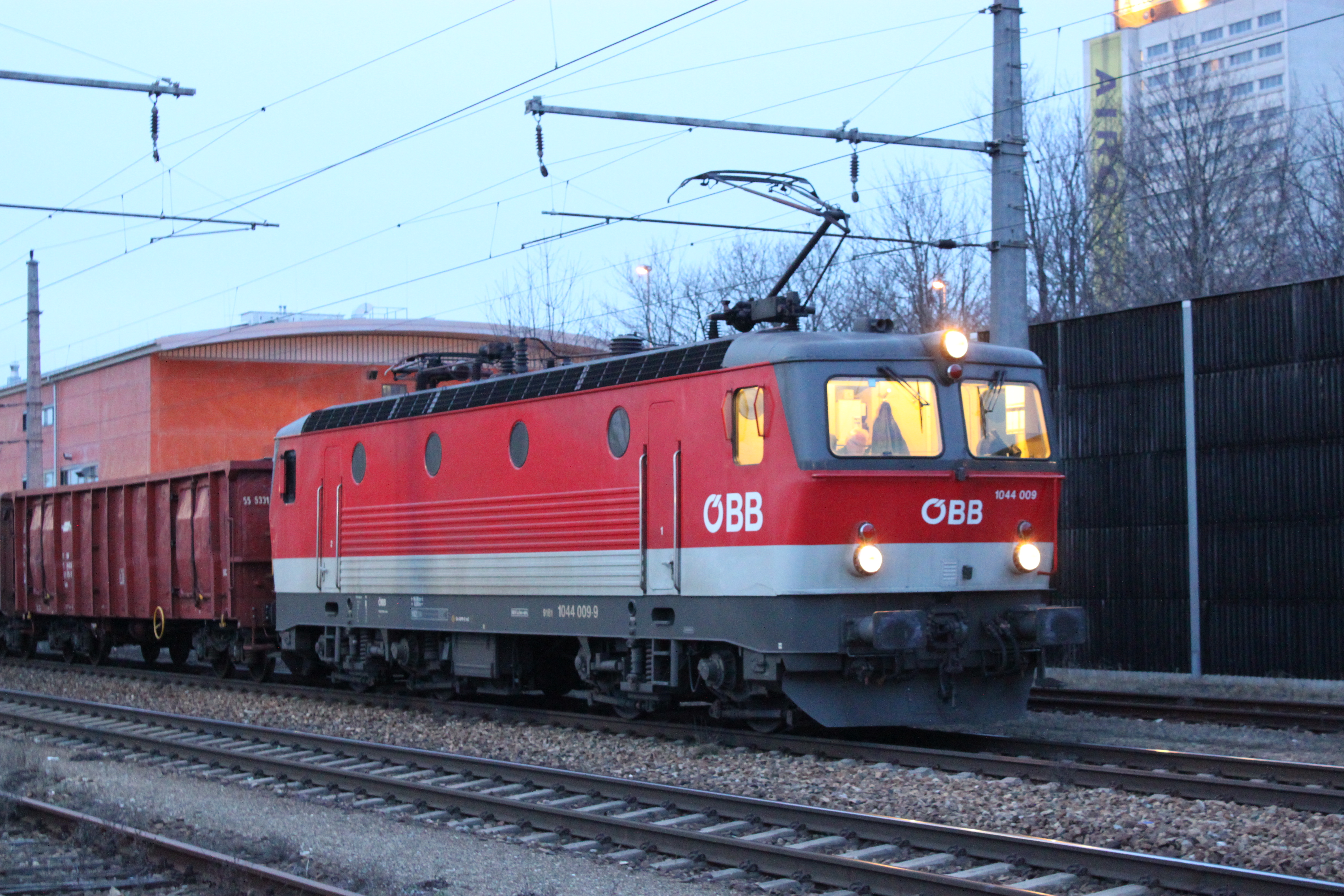
Eine 1044 der ÖBB mit Spitzensignal

Im Signalbuch DV V 2 der ÖBB wird das Spitzensignal unter Abschnitt XIII. „Signale an Zügen und Fahrzeugen“ aufgeführt. Dort wird es unter § 30 „Zugsignale; Spitzen- und Schlusssignal“ als „drei weiße Lichter in Form eines Dreieckes mit nach oben gerichteter Spitze“ beschrieben. Zur Anwendung kommt es zur Kennzeichnung des ersten Fahrzeuges einer Zug- oder Nebenfahrt.
Das Spitzensignal dient dazu, Straßenverkehrsteilnehmer von Schienenfahrzeugen leichter unterscheiden zu können. Weiters sollen sich annähernde Schienenfahrzeuge an Eisenbahnkreuzungen schneller erkannt werden.
Im Bereich österreichischer Straßenbahnen trägt das Signal die Bezeichnung „Z 1“ (Spitzensignal), wobei die obere Stirnleuchte die Linienbezeichnung des Zuges enthalten darf. Die unteren Lichter müssen Scheinwerfer sein und gemeinsam ein gleichschenkliges Dreieck bilden. Es ist zu verwenden, wenn die Sichtverhältnisse es erfordern z. B. bei Dämmerung, Dunkelheit oder Tunnelstrecken.

## Schweiz

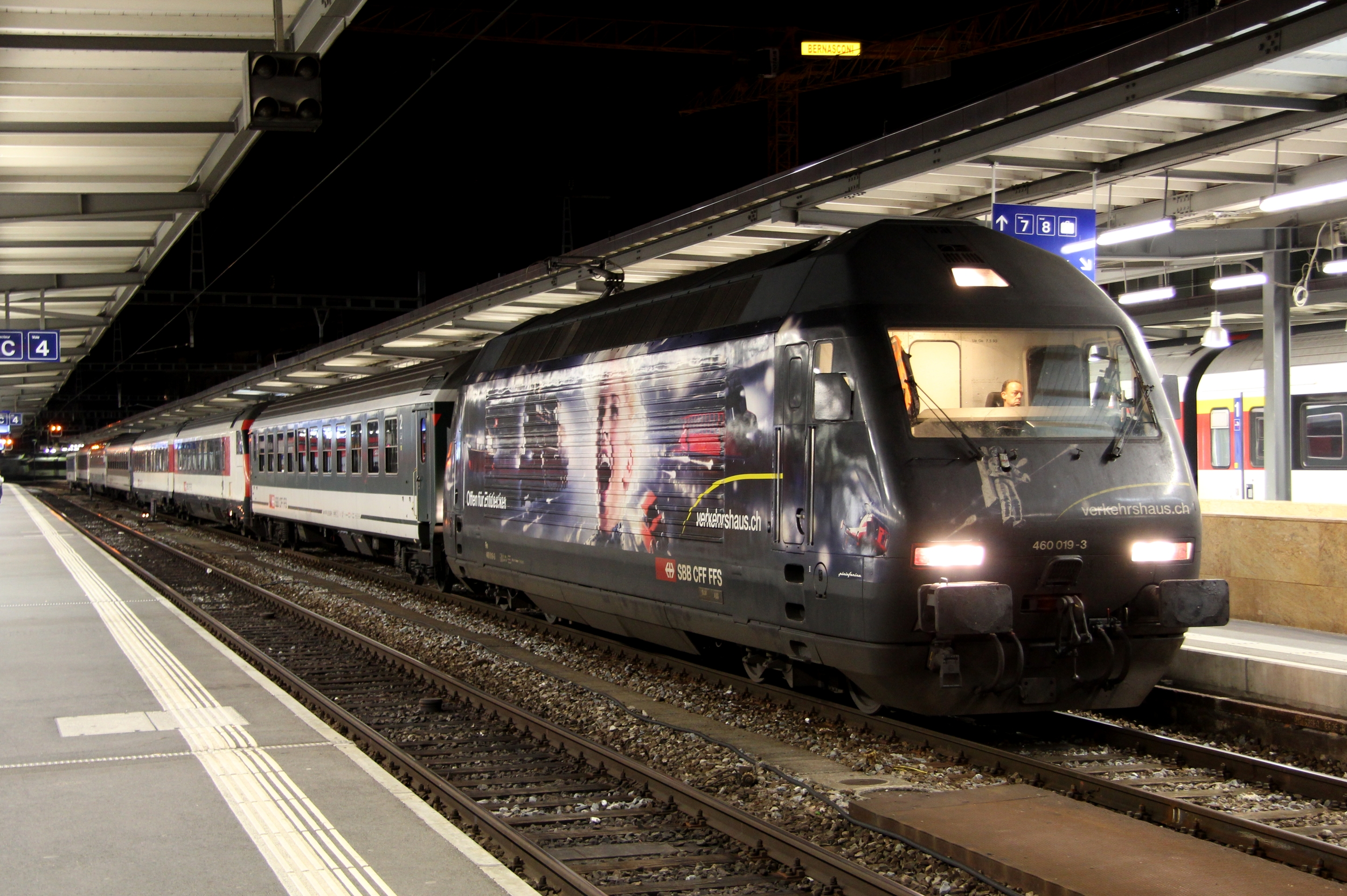
SBB Re 460 mit Spitzensignal

In der Schweiz wird die Zugspitze mit einem Dreilichtsignal gekennzeichnet. Arbeitende Triebfahrzeuge zeigen auch im Zugverband hinten unten rechts ein weißes Licht, an in Vielfachsteuerung arbeitenden Triebfahrzeugen nur das letzte.
Rangierlokomotiven zeigen nachts beidseitig zwei weiße Lichter unten, welche zur Verringerung der Blendwirkung mit Streuscheiben abgeblendet sind, auf der als vorne definierten Seite zusätzlich oben ein beleuchtetes weißes V.

## Frankreich

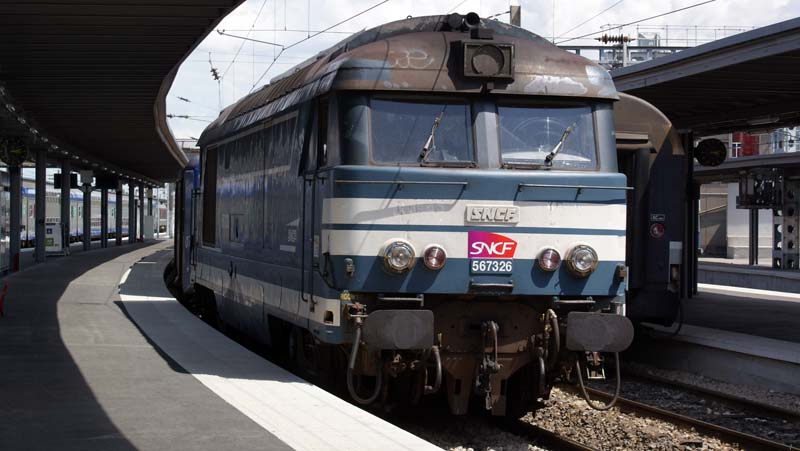
Französische Diesellokomotive der Baureihe BB 67000 – das dritte Spitzenlicht ist außer Funktion.

Für den grenzüberschreitenden Verkehr nach Deutschland und in die Schweiz erhielten die ab den 1960er Jahren gebauten Streckendiesellokomotiven serienmäßig ein drittes Spitzenlicht. Dieses Signal wird im Binnenverkehr aber nicht zugeschaltet, teilweise wurden die oberen Scheinwerfer nachträglich außer Funktion gesetzt.
Alle TGV-Baureihen sowie neuere Lokomotiven und Triebwagen ab ca. Baujahr 1997 wurden mit Dreilicht-Spitzensignal ausgeliefert.

## Belgien
Früher war die Benutzung des dritten Spitzenlichtes nicht erlaubt. Obwohl manche Lokomotiven, z. B. der Dieselbaureihen 51 und 55, nachträglich mit einer dritten Lampe ausgestattet wurden, vor allem für den grenzüberschreitenden Verkehr nach Deutschland, war die Benutzung auf belgischen Eisenbahnstrecken untersagt. In den neunziger Jahren wurde das Verbot aufgehoben, eine Verpflichtung zum Führen des Dreilichtspitzensignals wurde aber nie eingeführt. Neue Triebfahrzeuge und Steuerwagen werden seit den Neunzigern serienmäßig mit einem dritten Spitzenlicht geliefert. Einige ältere Fahrzeuge besitzen bis heute nur zwei Lampen, sodass Zwei- und Dreilichtspitzensignale nebeneinander verwendet werden.

## Weitere Länder
Das Dreilicht-Spitzensignal findet unter anderem auch in Portugal, Spanien und Marokko Anwendung.

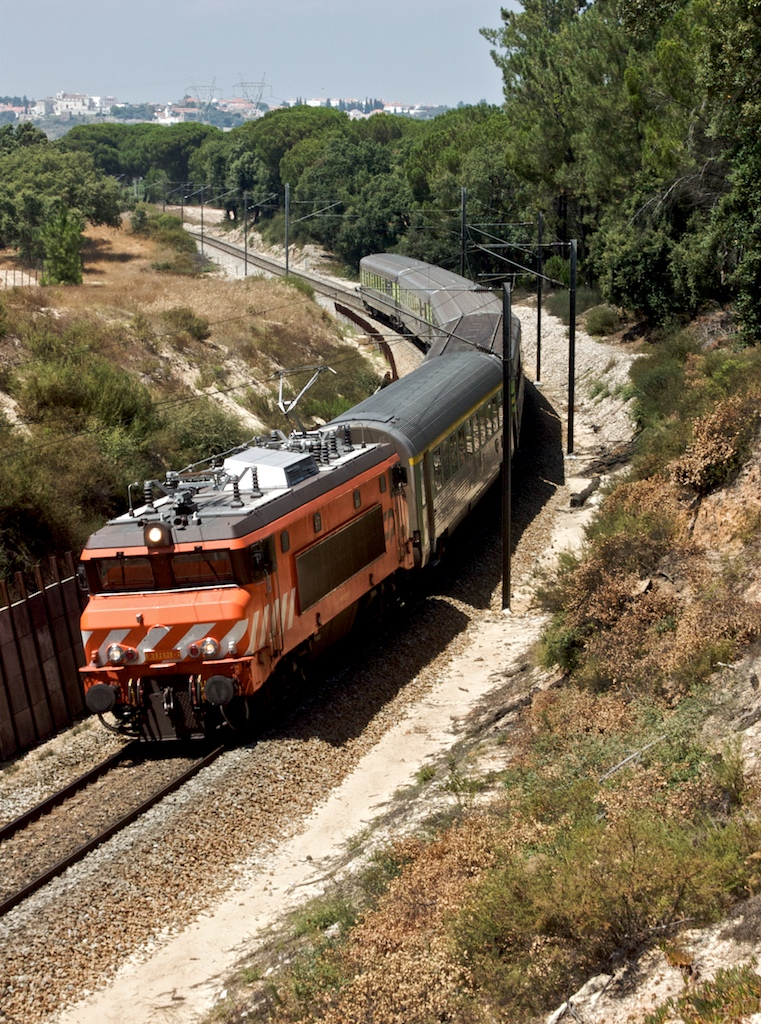
Elektrolokomotive der Baureihe 2620 der CP (Portugal)
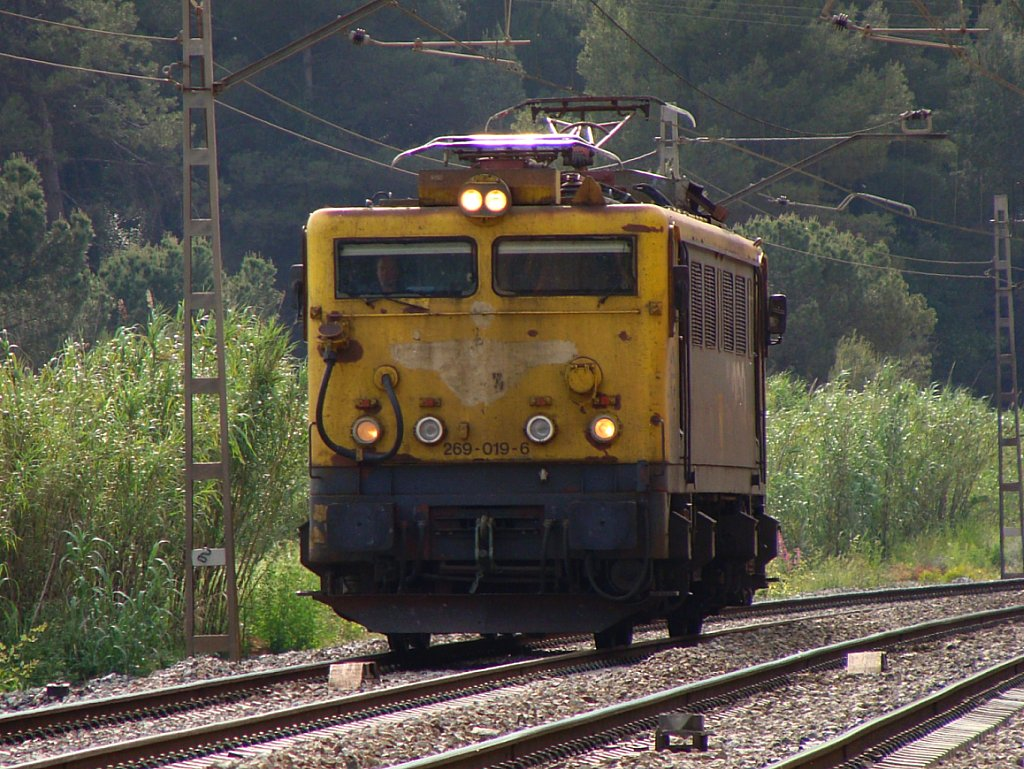
Elektrolokomotive der Baureihe 269 der Renfe (Spanien)
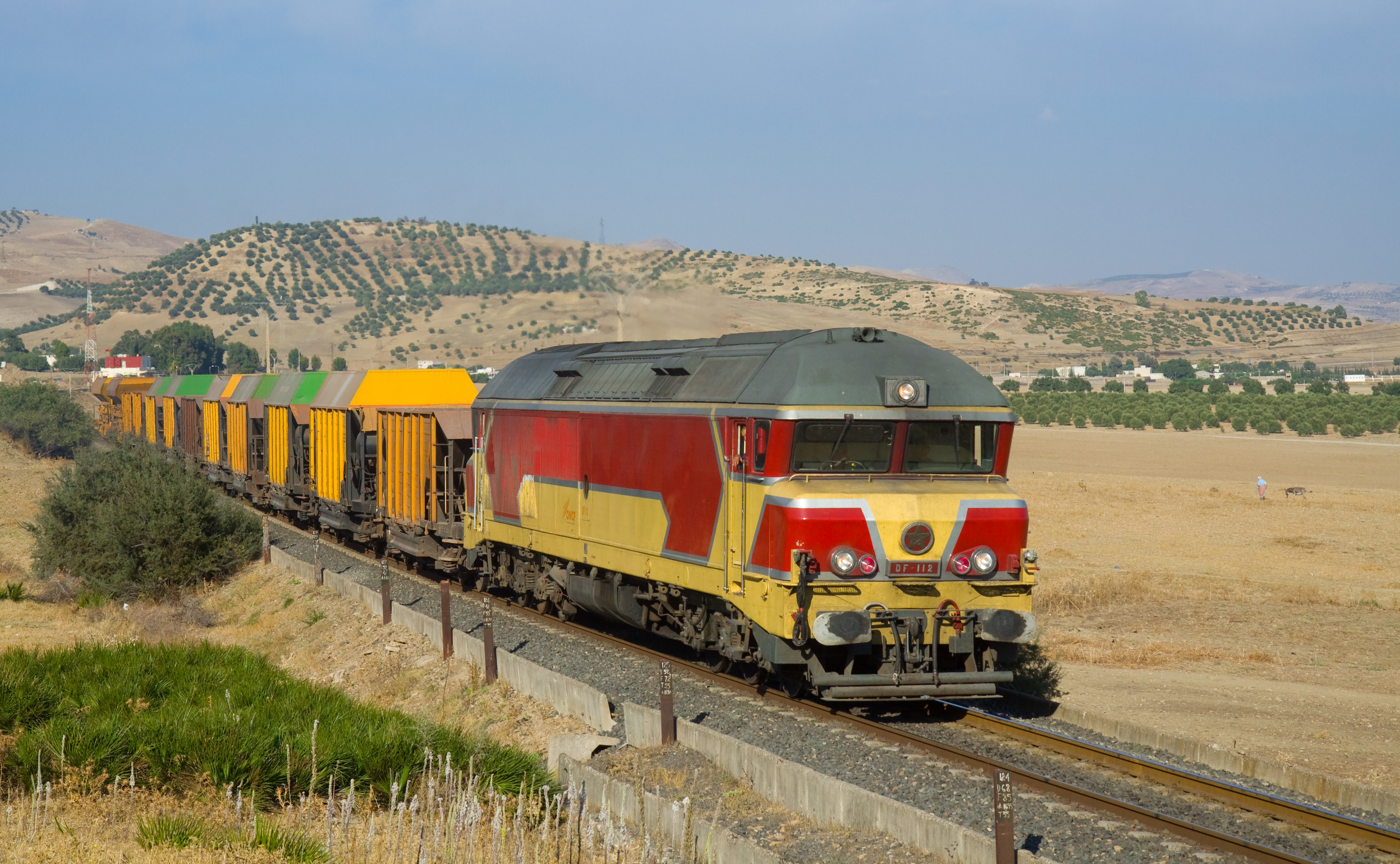
Diesellokomotive der Baureihe DF 100 der ONCF (Marokko)